# ربيعة (حزم العدين)

تعديل مصدري - تعديل

ربيعة محلة تابعة لقرية حويط، التابعة لعزلة الاحكوم بمديرية حزم العدين إحدى مديريات محافظة إب في الجمهورية اليمنية، بلغ تعداد سكانها 211 حسب تعداد اليمن لعام 2004.